# Daryll Neita
Daryll Neita (født 29. august 1996) er en britisk sprinter, der specialiserer sig på 200 m og 4 × 100-meterløb. Hun har bl.a. været med til at vinde to EM-guldmedalje ved EM i atletik i 2018 i Berlin og igen i 2024 i Rom i 4 × 100-meterløb.
Neita har deltaget tre gange ved Sommer-OL i henholdsvis 2016 i Rio de Janeiro, 2020 i Tokyo og 2024 i Paris. Ved alle lege har hun vundet medaljer i 4 × 100-meterløb-disciplinen, hvoraf det britiske hold vandt sølv ved legene i Paris. Foruden det blev hun nummer 4 i 100-meterfinalen, hvilket var det bedste resultat af en britisk kvinde i 64 år.